# Scopula quadrifaciata
Scopula quadrifaciata là một loài bướm đêm trong họ Geometridae.